# Toray Pan Pacific Open 2009 - Doppio
Il doppio  del Toray Pan Pacific Open 2009 è stato un torneo di tennis facente parte del WTA Tour 2009.
Vania King e Nadia Petrova erano le detentrici del titolo, entrambe si sono iscritte quest'anno, giocando però con diversi partner.
King ha giocato con Zheng Jie e la Petrova ha giocato con Gisela Dulko, ma hanno perso contro Daniela Hantuchová e Ai Sugiyama, rispettivamente al primo turno e in semifinale.
Alisa Klejbanova e Francesca Schiavone hanno battuto in finale Daniela Hantuchová e Ai Sugiyama con il punteggio di 6-4, 6-2.

## Teste di serie
1. Cara Black /  Liezel Huber (semifinali)
2. Anabel Medina Garrigues  /  Virginia Ruano Pascual (quarti)

1. Samantha Stosur /  Rennae Stubbs (primo turno)
2. Nuria Llagostera Vives /  María José Martínez Sánchez (primo turno)

## Tabellone

### Legenda
| - Q = Qualificato - WC = Wild card - LL = Lucky loser | - ALT = Alternate - SE = Special Exempt - PR = Protected Ranking | - w/o = Walkover - r = Ritirato - d = Squalificato |